# اعصار متوسطي شبيه استوائي

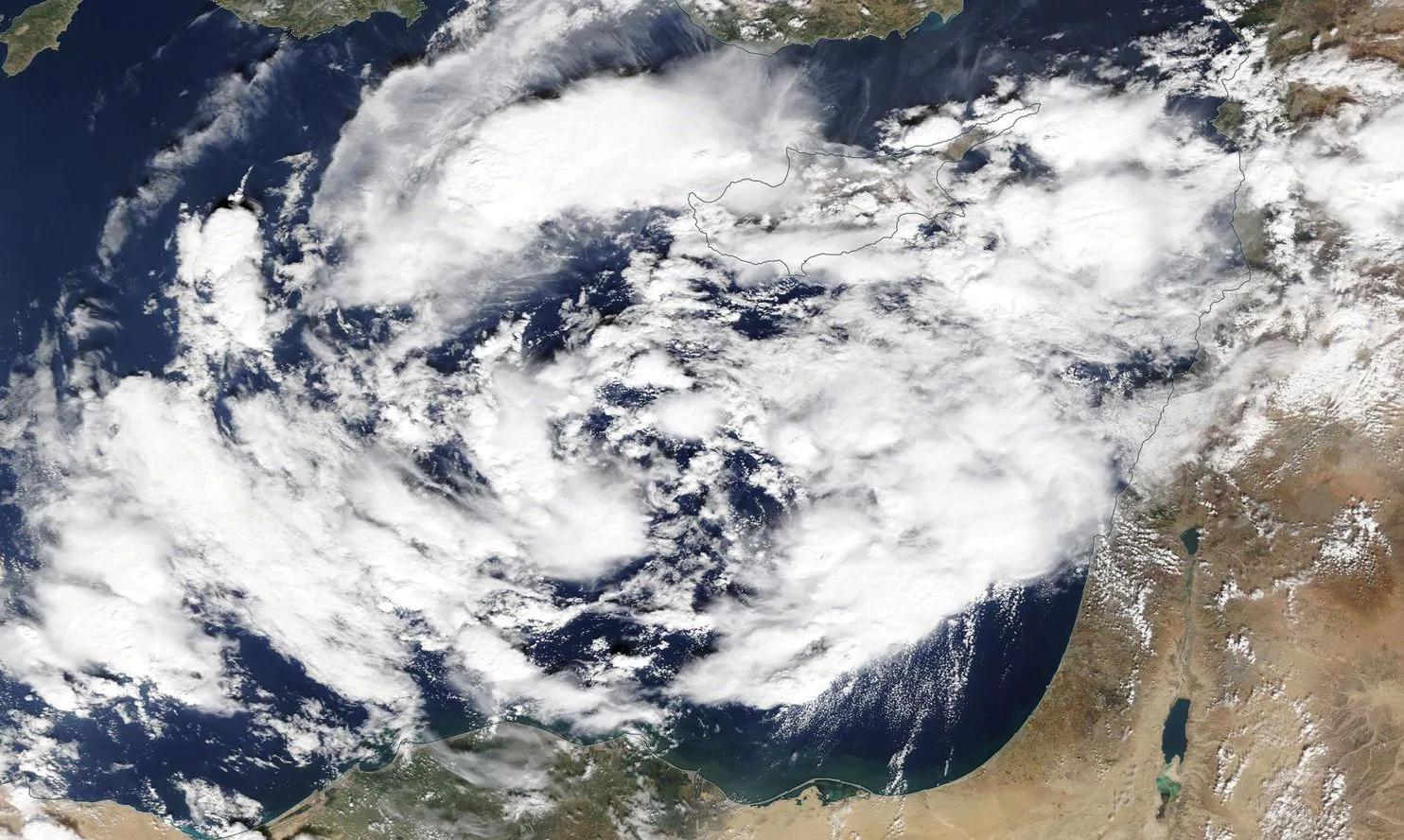
صورة لإعصار متوسطي شبيه بالإستوائي في 24 أكتوبر 2019

إعصار متوسطي شبيه بالاستوائي (بالإنجليزية: Mediterranean tropical-like cyclone)‏ وغالباَ ما يشار إليه بالاختصار Medicane وهي لفظة من (Mediterranean hurricanes) أي الأعاصير المتوسطية، هي ظاهرة جوية (عاصفة) شبيهة بالإعصار المداري أو الاستوائي تظهر فوق منطقة البحر الأبيض المتوسط، في بعض الحالات النادرة وصلت قوة العاصفة إلى قوة إعصار من الدرجة الأولى، لكن حتى في مثل هذه الحالات لا تتعبر قوة الرياح هي العامل الأخطر على المجتمع، بل يتمثل الخطر الرئيس في الأمطار الغزيرة و‌الفيضانات المفاجئة.
تم التعرّف على هذه الظاهرة الجوية وتحديدها في منطقة حوض البحر المتوسط في ثمانينيات القرن العشرين، وذلك بالاستعانة بالتغطية الواسعة النطاق للأقمار الصناعية والتي أظهرت ضغوطاً جوية منخفضة (شبيهة بالاستوائية) تسببت بتشكل عين إعصارية في وسطها. وبناءً على ذلك تبيّن أن هذه الظاهرة الجوية ليست نادرة بشكل خاص بل تكررت خلال السنوات السابقة.
نظراً للطبيعة الجافة في منطقة البحر الأبيض المتوسط، فإن تشكّل الأعاصير الإستوائية و‌الأعاصير شبه الإستوائية والأعاصير الشبيهة بالاستوائي تعتبر نادرة الحدوث وأيضا من الصعب اكتشافها، خصوصاً عند الاعتماد على إعادة تحليل البيانات السابقة. لكن اعتمادًا على خوارزميات البحث المستخدمة حالياَ، استطاعت عدة دراسات استقصائية للبيانات (على المدى الطويل) من عصر الأقمار الصناعية (الحالي) وما قبل الأقمار الصناعية التوصل إلى أن 67 إعصاراً شبيهًا بالإعاصير الاستوائية تشكّلت بقوة عاصفة استوائية أو أعلى ما بين الأعوام 1947–2014، وحوالي 100 عاصفة مسجلة شبيهة بالعواصف الاستوائية ما بين عامي 1947 و2011. 
بخصوص التوزيع الزماني والمكاني (الطويل الأجل) للأعاصير الشبيهة بالاستوائي فإنها تتشكل في الغالب غرب ووسط البحر الأبيض المتوسط، أما المنطقة الشرقية من جزيرة كريت تكاد تخلو من تشكّل هذه الأعاصير.   يمكن لهذه الأعاصير أن تنشأ وتتطور على مدار السنة، لكن بحسب الإحصائيات السابقة فإن النشاط يبلغ ذروته بين شهري سبتمبر ويناير، في حين أن شهور الصيف (يونيو ويوليو) هي الأقل في عدد حدوث هذه الأعاصير.   